# دون ويلسون (لاعب هوكي الجليد)
دون ويلسون هو لاعب هوكي الجليد كندي، ولد في 13 يناير 1913 في تشاتام كينت في كندا، وتوفي في 23 مارس 1967 في تورونتو في كندا.

## وصلات خارجية
- دون ويلسون على موقع دوري الهوكي الوطني (الإنجليزية)
- دون ويلسون على موقع EliteProspects.com (الإنجليزية)
- دون ويلسون على موقع HockeyDB.com (الإنجليزية)
- دون ويلسون على موقع Hockey-Reference.com (الإنجليزية)